# Bahnstrecke Sibi–Quetta

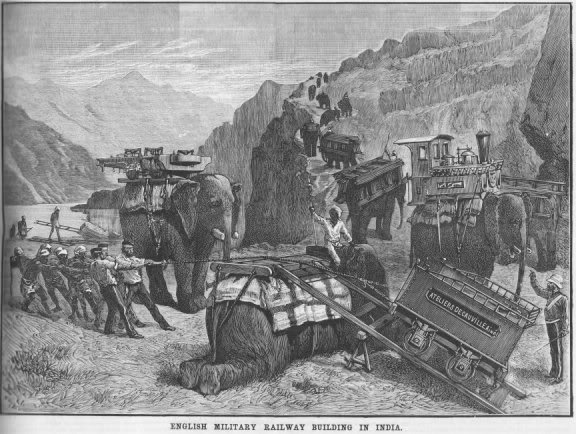
Transport einer zerlegten Decauville-Schmalspurbahnlokomotive zur Baustelle am Bolan-Pass

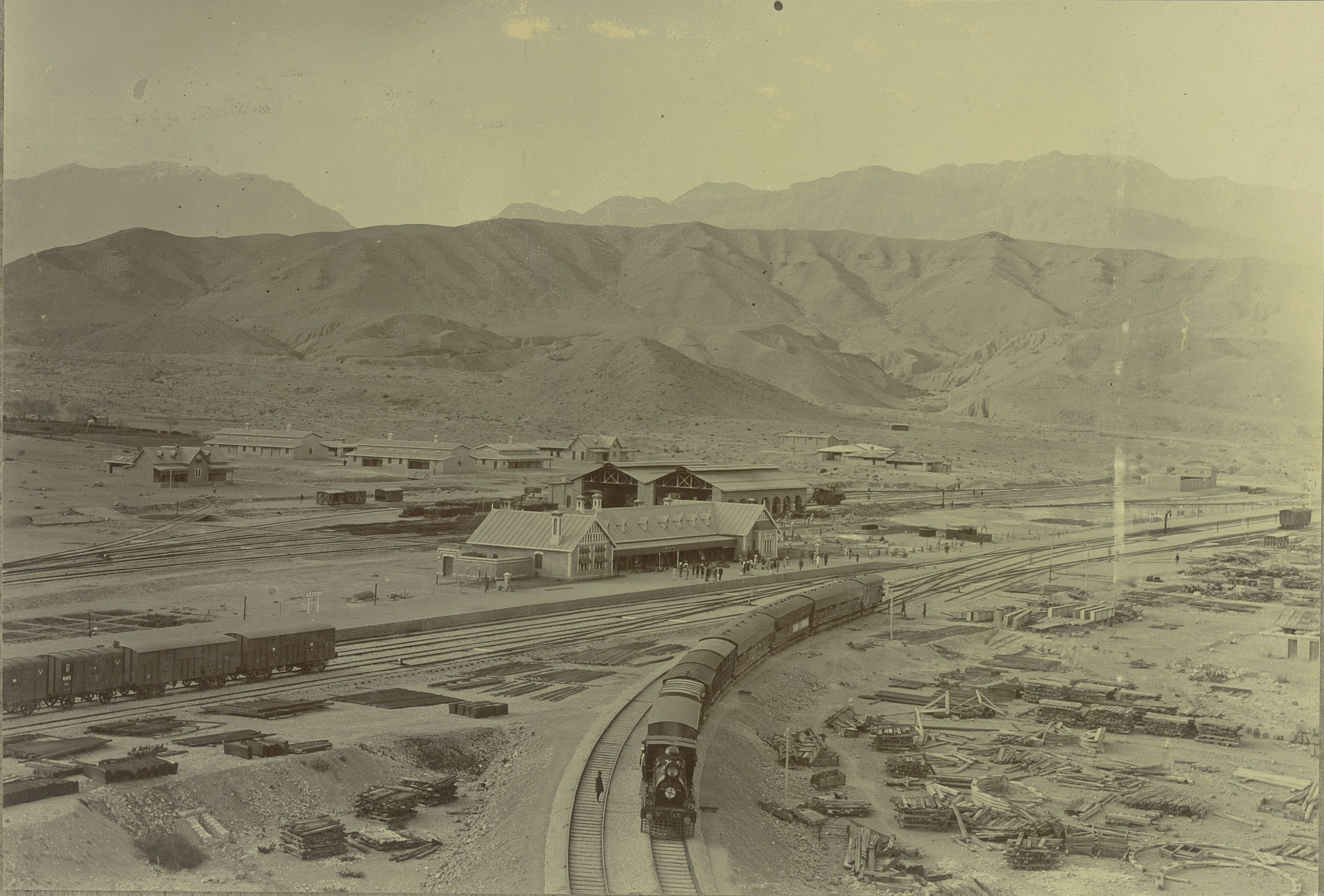
Bahnhof Mach um 1915

| Zug der Bolanbahn auf der Hochebene bei Kolpur |                        |                  |                  |
| Vereinfachtes Streckenprofil der Bolanbahn rot: Steilstrecke mit 40 ‰ Steigung |                        |                  |                  |
| Streckenlänge: | 141 km                 |                  |                  |
| Spurweite: | 1676 mm (Kolonialspur) |                  |                  |
| Maximale Neigung: | 40 ‰                   |                  |                  |
| |                        |                  |                  |
| \| \| \| von Zardalu \| \| \| \| 240 \| Sibi \| 133 m ü. M. \| \| \| \| nach Jacobabad \| \| \| \| 257 \| Mushkaf \| 143 m ü. M. \| \| \| \| Tunnel Mushkaf \| \| \| \| 266 \| Pehro Kunri \| Pehro Kunri \| \| \| 281 \| Panir \| Panir \| \| \| 290 \| Peshi \| 444 m ü. M. \| \| \| 303 \| Aab-e-Gum \| 657 m ü. M. \| \| \| 315 \| Mach \| 989 m ü. M. \| \| \| 329 \| Hirok \| 1387 m ü. M. \| \| \| \| Tunnel Mary Jane \| \| \| \| 333 \| Dozan \| Dozan \| \| \| 341 \| Kolpur \| 1790 m ü. M. \| \| \| \| Tunnel Kolpur \| \| \| \| \| von Zahedan \| \| \| \| 357 \| Spezand \| 1786 m ü. M. \| \| \| 371 \| Sar-i-Ab \| Sar-i-Ab \| \| \| 381 \| Quetta \| 1676 m ü. M. \| \| \| \| nach Chaman \| \| |                        |                  |                  |
| Strecke |                        | von Zardalu      | von Zardalu      |
| Bahnhof | 240                    | Sibi             | 133 m ü. M.      |
| Abzweig geradeaus und nach rechts |                        | nach Jacobabad   | nach Jacobabad   |
| Bahnhof | 257                    | Mushkaf          | 143 m ü. M.      |
| Tunnel |                        | Tunnel Mushkaf   | Tunnel Mushkaf   |
| Bahnhof | 266                    | Pehro Kunri      | Pehro Kunri      |
| Bahnhof | 281                    | Panir            | Panir            |
| Bahnhof | 290                    | Peshi            | 444 m ü. M.      |
| Bahnhof | 303                    | Aab-e-Gum        | 657 m ü. M.      |
| Bahnhof | 315                    | Mach             | 989 m ü. M.      |
| Bahnhof | 329                    | Hirok            | 1387 m ü. M.     |
| Tunnel |                        | Tunnel Mary Jane | Tunnel Mary Jane |
| Bahnhof | 333                    | Dozan            | Dozan            |
| Bahnhof | 341                    | Kolpur           | 1790 m ü. M.     |
| Tunnel |                        | Tunnel Kolpur    | Tunnel Kolpur    |
| Abzweig geradeaus und von links |                        | von Zahedan      | von Zahedan      |
| Bahnhof | 357                    | Spezand          | 1786 m ü. M.     |
| Bahnhof | 371                    | Sar-i-Ab         | Sar-i-Ab         |
| Bahnhof | 381                    | Quetta           | 1676 m ü. M.     |
| Strecke |                        | nach Chaman      | nach Chaman      |

Die Bahnstrecke Sibi–Quetta, auch als Bolanbahn bezeichnet, ist eine 141 Kilometer lange Eisenbahnstrecke der Pakistan Railways mit einer Spurweite von 1676 mm in Belutschistan und verbindet Sibi über den Bolan-Pass mit Quetta. Ein Teil der Bahnstrecke war ursprünglich mit zweilamelliger Zahnstange System Abt ausgestattet.

## Geschichte
Die zwischen 1880 und 1891 unter Feldmarschall Lords Roberts erstellte doppelspurige Strecke über Bolanpass ist eine der größten Ingenieurleistungen der britischen Herrschaft in Indien. Im Jahr 1876 gab die britische Regierung vor allem aus militärstrategischen Überlegungen die Projektierung einer Eisenbahn über den Bolan-Pass in Auftrag. Die Bauarbeiten begannen 1880, wurden aber nach der Verlegung von 31 km Strecke wegen der Schlacht von Maiwand eingestellt. 1885 wurden die Arbeiten wieder aufgenommen, indem ein Gleis entlang des Flusses Bolan gelegt wurde. Im August 1886 erreichte die Eisenbahn den Endpunkt der Strecke in Quetta.
Die Bahnstrecke über den Bolan-Pass mit heißen Temperaturen im Sommer und extremer Kälte im Winter musste mehrmals neu trassiert werden. Im Jahre 1889 zerstörte eine sintflutartige Flut die entlang des Flusses Bolan führende Strecke. Eine höher gelegte Trasse wurde wiederum von einem Hochwasser weggespült. Die heute genutzte Streckenführung wurde im Jahre 1890 in Auftrag gegeben und am 15. April 1897 eingeweiht. An manchen Stellen entlang der Strecke kann man die aufgegebenen Tunnel und das Schienenbett der beiden ursprünglichen Trassen noch erkennen.
Die Bolanbahn von Sibi nach Quetta hat 17 Tunnel und überquert mehrmals den Fluss Bolan. Auf einem 20,0 km langen Teilstück zwischen Aab-e-Gum und Kolpur befanden sich ursprünglich 11,2 km zweilamellige Zahnstangenstrecken System Abt mit einer maximalen Steigung von 40 ‰ und engen Kurven mit 180 m Radius. Andere Quellen geben eine maximale Steigung von 60 ‰ an, was allerdings der Angabe eines Steigungsverhältnisses von 1:25 widerspricht.

## Betrieb

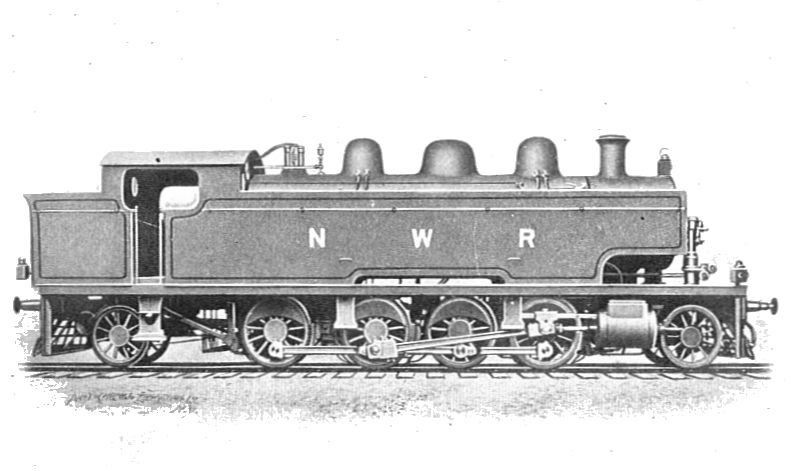
Vierkuppler-Tenderlokomotive der Baureihe TAA für Adhäsionsbetrieb der North Western Railway of India aus dem Jahr 1907 für Bolanbahn

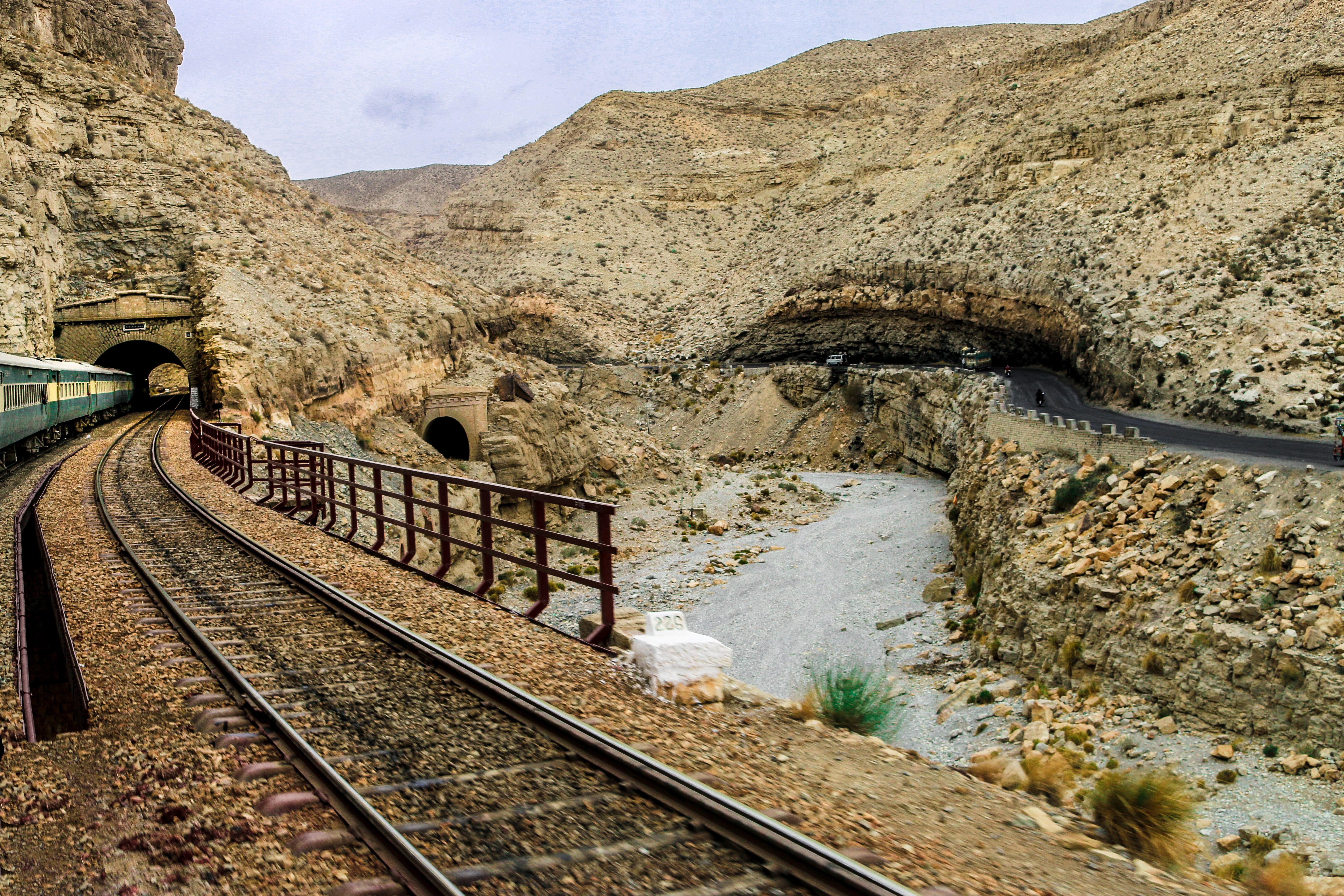
Streckenabschnitt mit einem Tunnel der früheren Streckenführung

Der aufwendige Zahnradbetrieb wurde durch schwere Adhäsionslokomotiven bald abgelöst, was durch die verhältnismäßig geringe Steigung erleichtert wurde – sofern er überhaupt lange bestand, nachdem bereits 1888 Vergleichsfahrten mit Adhäsionslokomotiven durchgeführt wurden. Von der Maschinenfabrik Esslingen wurden 1887 lediglich zwei Dampflokomotiven mit den Fabriknummern 2230 und 2231 geliefert. Sie hatten die Achsfolge Czz1’ n4t mit getrenntem Adhäsions- und Zahnradantrieb durch 4 Dampfzylinder.
Während des Dampfbetriebs wurden für einen Zug zwischen Aab-e-Gum nach Kolpur bis zu vier Lokomotiven eingesetzt. Die 1896 von Neilson & Company aus Glasgow gelieferten vier Tenderlokomotive der Baureihe TA konnten 220 Anhängelast auf den Steigungen befördern. Weitere acht Lokomotiven folgten 1901 von den Pittsburgh Locomotive Works aus Amerika. Sie wurden als Baureihe TAA bezeichneten und waren den TA-Lokomotiven äußerlich sehr ähnlich, hatten aber zusätzlich zwei Sanddome auf dem Kessel.
Die meisten Züge werden auf der Bergfahrt von Aab-e-Gum nach Kolpur, der höchstgelegenen Bahnstation Pakistans, von einer Schiebelokomotive unterstützt. Eine einzelne 2400-PS-Diesellokomotive, die 70 Güterwagen bis Sibi zieht, befördert von Sibi bis Aab-e-Gum nur 14 Wagen. Für die Fahrt von Aab-e-Gum nach Kolpurist eine zusätzliche Schiebelokomotive notwendig. Für die Talfahrt sind die Diesellokomotiven mit einer Widerstandsbremse ausgerüstet, um die Züge verschleißfrei in Beharrung zu halten. Einigen Güterzügen werden 5 bis 10 leere Wagen mitgegeben, die als Bremswagen dienen.
Die Bolanbahn ist Teil des pakistanischen Hauptliniennetzes und wird von mehreren Schnellzügen befahren:
- Akbar Express: Lahore–Bahawalpur–Jacobabad–Sibi–Quetta
- Baluchistan Express: Karatschi–Sukkur–Sibi–Quetta
- Bolan Mail: Karatschi–Jacobabad–Sibi–Quetta
- Jaffar Express: Peschawar–Bahawalpur–Jacobabad–Sibi–Quetta[10]